# Biblioteka taśmowa
Biblioteka taśmowa (ang. tape library, tape silo lub tape jukebox) – urządzenie organizujące pracę biblioteki taśmowej przez automatyczne wyszukiwanie i kompletowanie składowanych zasobów danych w systemie komputerowym. Dane rzadko używane przenoszone są na wolniejsze, lecz pojemniejsze nośniki danych; na najszybszych nośnikach przechowywane są tylko dane najczęściej odczytywane i modyfikowane.